# Olsón
Olsón ist ein spanischer Ort in der Provinz Huesca der Autonomen Gemeinschaft Aragonien, der zur Gemeinde Aínsa-Sobrarbe gehört. Das Dorf auf 686 Meter Höhe liegt circa 15 Kilometer südlich von Aínsa und hatte im Jahr 2019 18 Einwohner.
Der Ort besteht aus vier Barrios: Plaza Baja, La Fuente, Samper und Solano.

## Sehenswürdigkeiten
- Pfarrkirche Santa Eulalia (Bien de Interés Cultural), erbaut im 16. Jahrhundert

## Weblinks

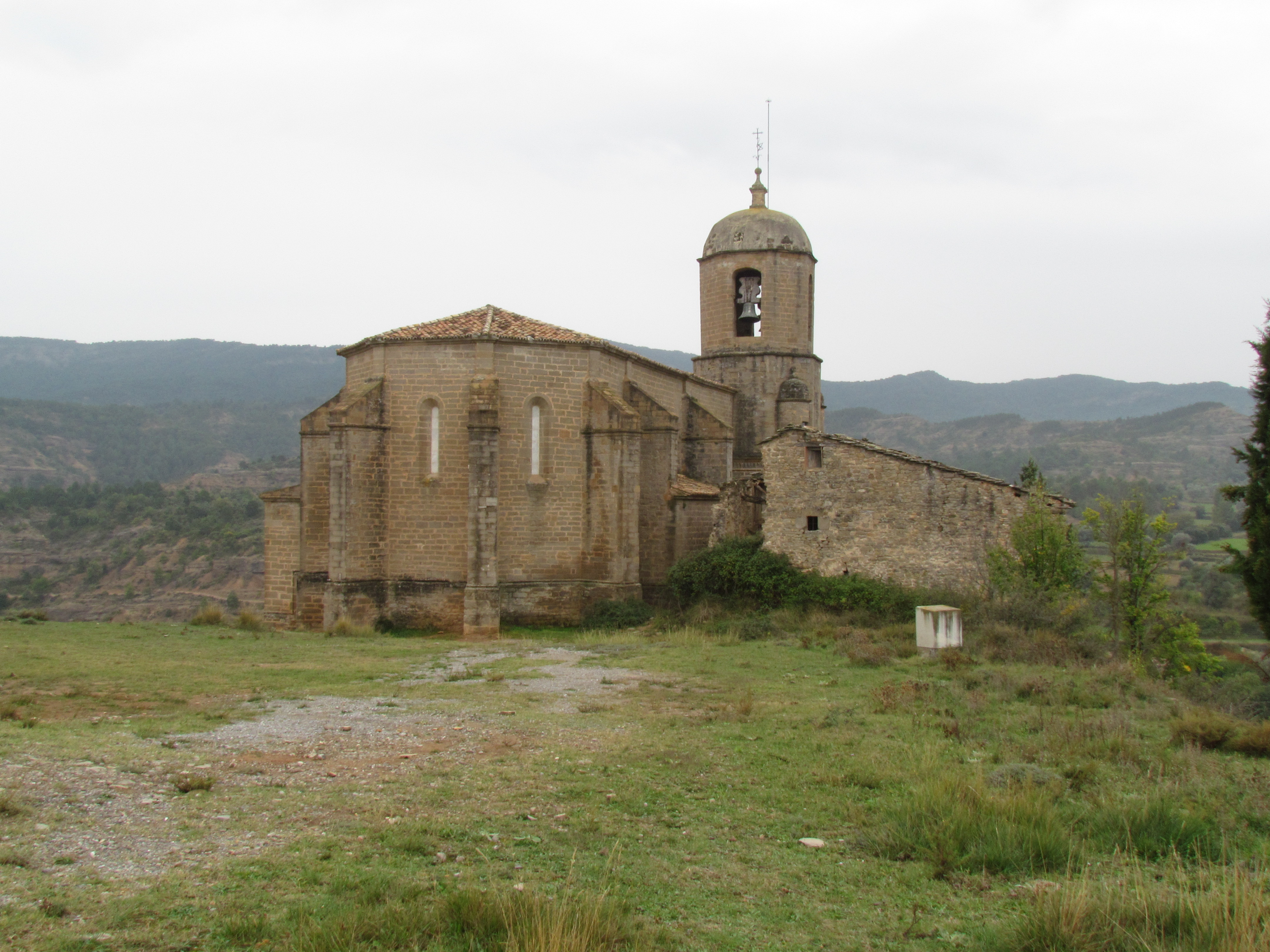
Kirche San Esteban